# Kultaranta
Kultaranta (en finés), o Gullranda (en sueco), es el nombre de la residencia de verano del presidente de Finlandia. Está situada en Naantali (Nådendal) en el suroeste de Finlandia.
Kultaranta, se encuentra en una finca de hectáreas. La casa está construida en granito, el complejo incluye muchos otros edificios, invenaderos y un parque.